# 以色列—土耳其关系
以色列-土耳其关系是指以色列與土耳其之间的双边关系。 1949年3月，以色列与土耳其建交。
以色列發表獨立宣言不到一年，土耳其承認以色列主權，使其成為世界上第一個承認以色列主權的穆斯林占多數的國家。
兩國高度重視雙邊外交和軍事戰略關係領域的合作，同時對中東地區不穩定局勢表示共同關切。近幾十年來，特別是在土耳其艾尔段政府執政下，兩國關係惡化。雖然在2022年中期實現正常化倡議後，兩國恢復了外交關係，不料2023年哈瑪斯襲擊以色列後，兩國關係再次惡化。然而，儘管斷交，兩國私底下還可能因為艾爾多安的「雙面外交手法」而秘密存在合作，只是基於人道主義和支持伊斯蘭教立場而不公開。

## 外交時間表

### 初次接觸
儘管投票反對聯合國巴勒斯坦分治計劃，土耳其還是於1949年承認了以色列國。土耳其在以色列的第一個外交使團是「公使館」，於1950年1月7日正式成立，土耳其第一任使團團長艾辛(Seyfullah Esin)  向以色列總統哈伊姆·魏茨曼 (Chaim Weizmann) 遞交國書。然而，1956年11月26日蘇伊士運河危機後，土耳其公使館被降級為「代辦」等級。
1958年，以色列總理大衛·本-古里安和土耳其總理阿德南·门德列斯秘密會面，討論一項“週邊協議” (Alliance of the periphery)，其中包括公共關係活動、情報信息交流和軍事支持。 .1967年，土耳其在六日戰爭後加入了阿拉伯國家對以色列的譴責，呼籲以色列從被佔領土撤軍，但對一項將以色列稱為「侵略國」的條款投了棄權票。在摩洛哥拉巴特舉行的伊斯兰合作组织會議上，土耳其反對一項要求與以色列斷絕外交關係的決議。
由於雙邊關係的積極發展，土耳其駐特拉維夫使團於1963年7月恢復為「使館」級別，並於1980年1月進一步升級為「大使館」級別。
以色列吞併東耶路撒冷並宣布耶路撒冷為其永久首都後，該代表於1980年11月30日降級為「二等秘書」級別。

### 1990年代
1990年代初以色列-巴勒斯坦和平進程的積極氣氛使得兩國之間的外交關係再次提升至大使級，土耳其大使於1992年3月23日在特拉維夫向哈伊姆·赫尔佐克總統遞交了國書。 
以色列在土耳其設有兩個外交使團：其大使館位於首都安卡拉，其總領事館位於土耳其最大的城市伊斯坦堡。在最近關係降級之前，以色列駐土耳其大使是加比·利維 (Gabby Levy)，以色列總領事是莫迪凱·阿米哈伊 (Mordechai Amihai)。 這些使團負責以色列在馬摩拉地區、爱琴海地区、东色雷斯和土耳其黑海地區西部地區的領事事務。

### 外交爭端
2008至2009年加沙戰爭和2010年加沙船队冲突發生后，两国关系開始恶化。土耳其召回該國驻以色列大使，土耳其外交部召见以色列駐土耳其駐大使並要求其就加沙船隊衝突進行解释。2011年，土耳其方面宣佈降低與以色列的外交关系級別并暂停兩國之間的军事合作。2013年3月，以色列方面就加沙船队冲突向土耳其道歉。

### 重建正常化（2015年-至今）
2016年6月27日，兩國之間開始關係正常化，並且以色列和土耳其之間開始互派大使。 

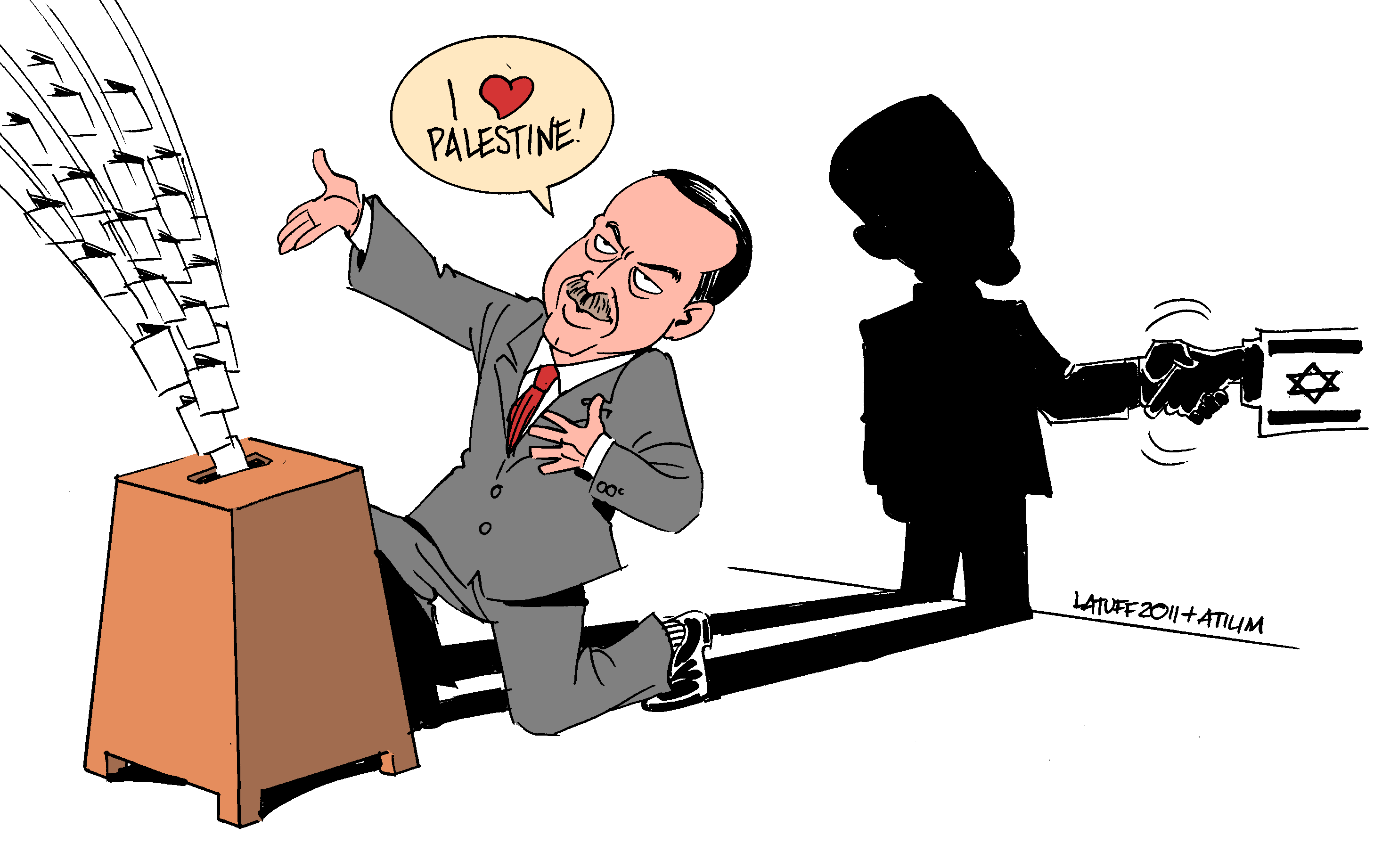
关于雷杰普·塔伊普·埃尔多安的以色列和巴勒斯坦政策的漫画

美国承认耶路撒冷为以色列首都後，土耳其方面表示不滿。2018年5月14日，巴勒斯坦人舉行示威後，土耳其指責以色列在搞种族灭绝，而且土耳其方面表示以色列的所作所為就像是一个搞恐怖主义的国家。土耳其政府宣布全国哀悼三天並驅逐以色列駐土耳其大使。以色列政府則宣佈驅逐土耳其駐耶路撒冷領事並且下令禁止從土耳其進口農產品。2022年3月，以色列总统访问土耳其並与土耳其總統会面。2022年8月17日，兩國之間恢復外交關係並且決定互派大使。2022年11月12日，土耳其總統艾尔段签署了向以色列派遣新大使的文件。这是土耳其时隔4年首次任命该国驻以色列大使。

### 以色列-哈馬斯/真主黨戰爭（包括與伊朗、伊拉克和胡塞武裝的衝突）
以哈戰爭爆發後，土耳其又召回本國駐以色列大使。2024年4月9日，土耳其宣佈限制向以色列出口54种产品，直至加沙地帶停火為止。5月2日，土耳其贸易部决定暂停与以色列的所有进出口贸易。
2024年11月13日，土耳其總統艾尔段宣布，由於以色列不願結束加薩戰爭，即日起斷絕與以色列的外交關係，但其實兩國仍可能保持一定秘密合作，只是基於人道與伊斯蘭教立場而不公開。

## 經濟關係
1996年，土耳其與以色列簽署自由貿易協定。 1997年，防止雙重課稅條約生效。 1998年簽署了雙邊投資條約。
2011年上半年，以色列與土耳其的貿易額從2010年上半年的$15.9億美元增加26%至$20億美元。根據以色列商會的資料，以色列對土耳其的出口成長39%，達到$9.5億美元，自土耳其的進口成長16%，達到$10.5億美元。土耳其是以色列第六大出口目的地。化學品和石油蒸餾物是主要的出口產品。土耳其向以色列購買高科技國防設備，而土耳其則向以色列供應軍靴和軍服。自2007年以來，以色列對土耳其蔬菜產品的進口一直保持穩定，而預制食品、飲料和煙草的進口則從2007年到2011年翻了一番。